# Burgfelden
Burgfelden ist der kleinste Stadtteil von Albstadt im Zollernalbkreis in Baden-Württemberg auf der Schwäbischen Alb.

## Geographie
Burgfelden liegt auf 912 m ü. NHN auf einer Hochebene, der die Schalksburg vorgelagert ist. Von der Schalksburg aus ist als tiefer Einschnitt das Eyachtal zu sehen. Zur selben Hochebene gehört auch der Böllat (922 m ü. NHN), ein nach drei Seiten schroff abfallender Vorsprung, der einen eindrucksvollen Blick auf das Umland bietet. Auch das Hochplateau des benachbarten Heersbergs, mit 965 m ü. NHN die höchste Erhebung Burgfeldens, schließt noch über eine etwa 60 m breite Verbindung an die Hochebene Burgfeldens an.

## Geschichte
Burgfelden wurde im Jahre 1064 erstmals als Burchveld urkundlich erwähnt.
Wahrscheinlich entstand das Dorf aus einem uralten Adelssitz aus dem 7. Jahrhundert heraus.
Erste Siedlungsspuren stammen aus der Bronze- und Latènezeit. Im Gebiet der Schalksburg erfolgten Scherbenfunde aus der mittleren Bronzezeit, mit Funden auch aus der Urnenfelderzeit (späte Bronzezeit), aus der Hallstatt- und Latènezeit (Eisenzeit) sowie der Römerzeit.
Am 1. Juli 1971 wurde die Gemeinde Burgfelden in die Nachbargemeinde Pfeffingen eingemeindet. Am 1. Januar 1975 wurde Pfeffingen mit Burgfelden ein Teil der neu gegründeten Großen Kreisstadt Albstadt.

### Schalksburg

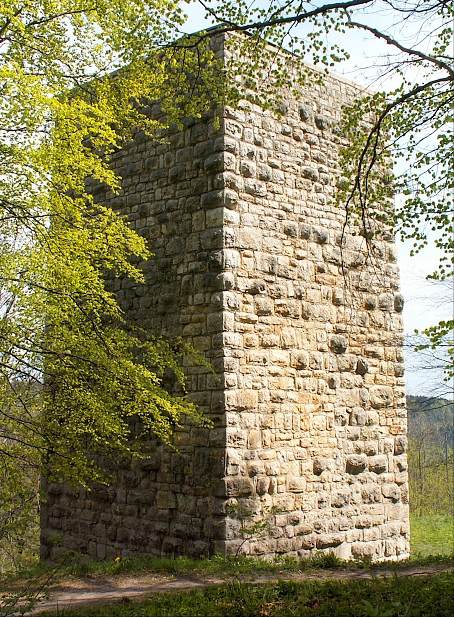
Aussichtsturm auf dem Gelände der ehemaligen Schalksburg

Im Zuge einer Erbfolgeteilung fiel Burgfelden zusammen mit Balingen, Pfeffingen und Laufen an der Eyach 1288 unter die Herrschaft der Schalksburg, wo eine Nebenlinie der Hohenzollern bis 1403 herrschte. Im Jahr 1403 wurde die Herrschaft Schalksburg mit der Stadt Balingen und 17 weiteren Ortschaften, darunter Burgfelden durch Graf Friedrich V. von Zollern-Schalksburg nach dem Tode seines einzigen Sohnes für 28.000 Gulden an Graf Eberhard III. († 1417) von Württemberg verkauft. Dieser Übergang der Herrschaft an die Württemberger wird in der Hirschguldensage überliefert, die von Gustav Schwab und Wilhelm Hauff festgehalten wurde.

### Verwaltungszugehörigkeit
Burgfelden wurde dem Amt bzw. Oberamt Balingen zugeordnet. Somit lag Burgfelden seit 1806 im neu errichteten Königreich Württemberg, aus welchem 1919 der gleichnamige Volksstaat hervorging. 1934 kam Burgfelden zum Kreis und 1938 zum Landkreis Balingen.

### St.-Michaels-Kirche

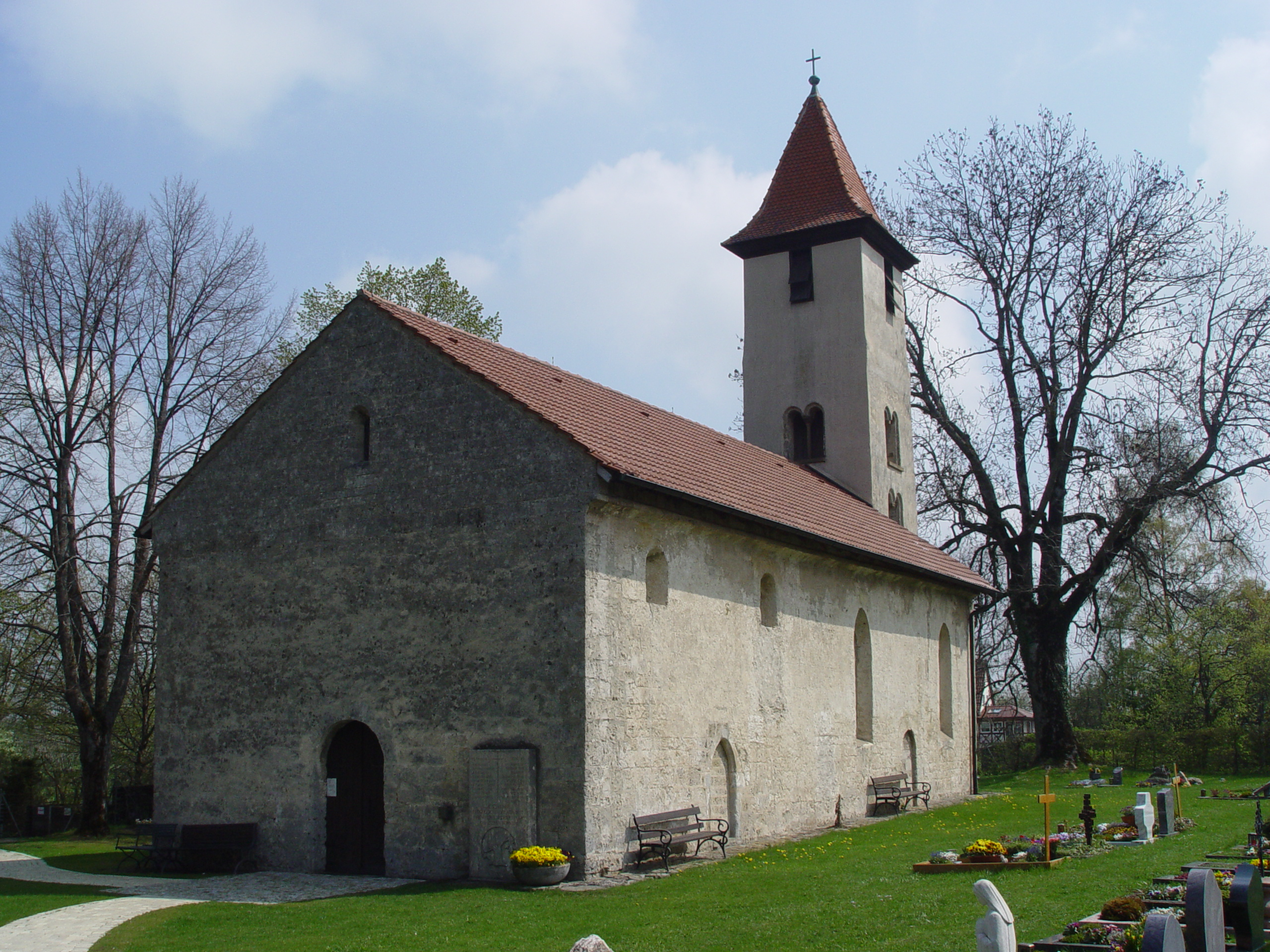
St.-Michaels-Kirche

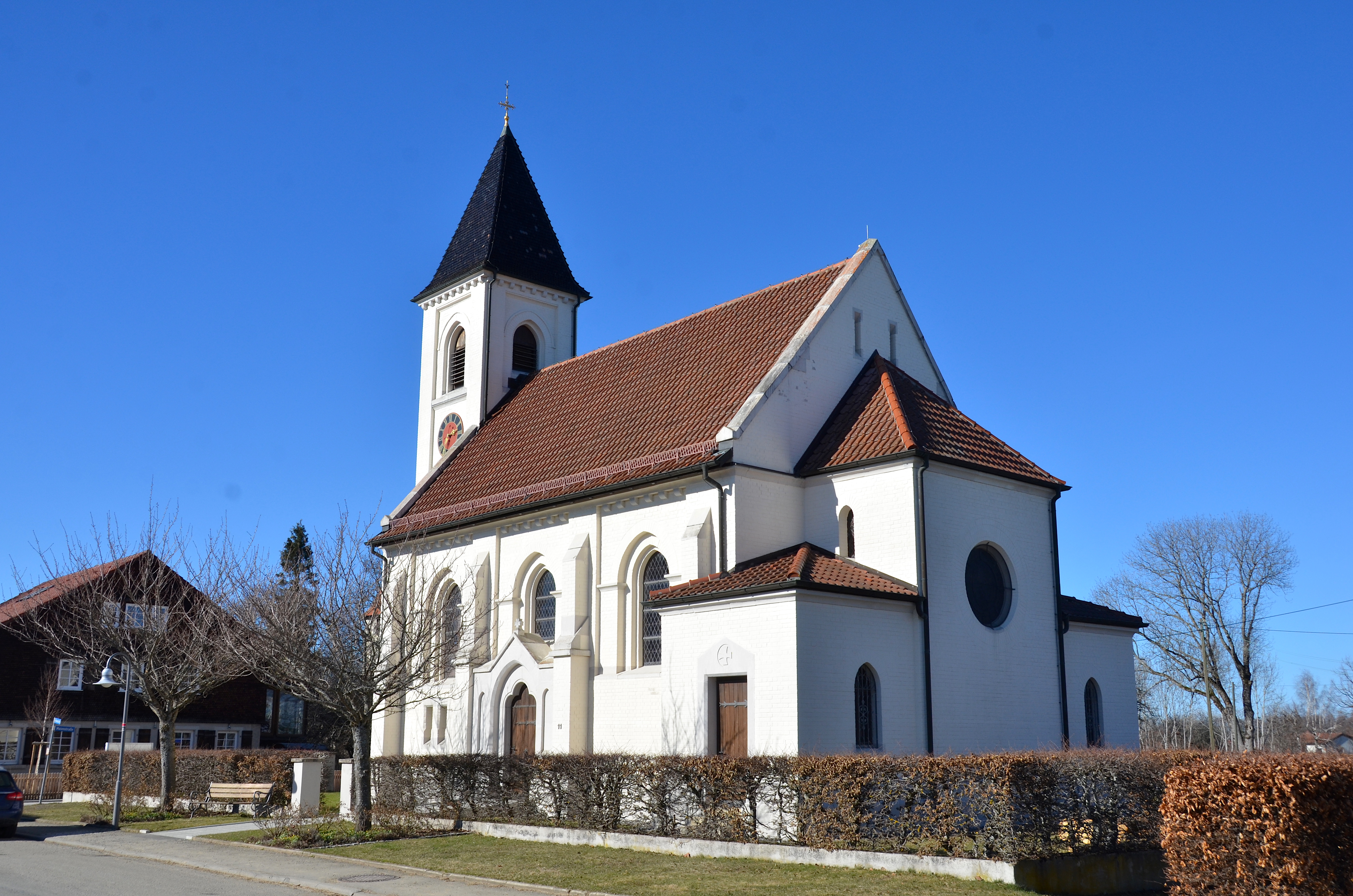
Neue Michaelskirche

Teile der Grundmauern des ersten, spätmerowingischen Baues der kleinen St.-Michaels-Kirche stammen vermutlich aus der Zeit um 700. Untersuchungen an den Gebeinen aus einem Doppelgrab unter der Apsis ergaben, dass die erste Grabanlage wohl in der ersten Hälfte, die zweite Bestattung wahrscheinlich in der zweiten Hälfte des 7. Jahrhunderts erfolgte. Die heute erhaltene Kirche stammt aus dem 11. Jahrhundert. Bekannt ist St. Michael durch seinen Turm und die romanischen Wandmalereien von 1070/1080, die als bedeutende Beispiele monumentaler Frühromanik gelten. Hervorzuheben ist die großflächige Darstellung des Weltgerichtsbildes mit der mehrfachen Darstellung des apokalyptisch bedeutsamen Erzengels und die Wiederkunft Christi zum Gericht an der Ostwand der Michaelskapelle. Parallelen zur Georgskirche (Reichenau-Oberzell) auf der Insel Reichenau zeigen Einflüsse oder Herkunft aus der Reichenau-Schule. Der Pfarrsprengel von St. Michael umfasste 1275 neben der Burgkapelle auf der Schalksburg auch die Kirchen in Pfeffingen, Zillhausen, Ufhofen, Wannental, Laufen und Streichen. Nach der Reformation war St. Michael evangelische Pfarrkirche, doch wurde der Pfarrsitz 1575 nach Pfeffingen verlegt.
Die Wandmalereien entdeckte man 1892, als das Kirchlein für einen Neubau abgerissen werden sollte, der Abriss konnte abgewendet werden. 1896 wurde schließlich an anderer Stelle eine neue Kirche erbaut.

### Bevölkerungsentwicklung
Burgfelden ist mit 336 Einwohnern (Stand: Juni 2014) der kleinste Stadtteil von Albstadt.
1477 waren in Burgfelden nur drei Häuser und die Kirche aktenkundig. 1892 sollte die Kirche abgerissen werden, weil sie für die stark angewachsene Bevölkerung zu klein wurde. 1820 waren 167 Einwohner, 1871 waren 236 Einwohner verzeichnet. Das Innenministerium Baden-Württemberg wies für den 30. Juni 1971 eine Wohnbevölkerung von 215 aus.

## Politik

### Bürgermeister
siehe: Liste der Bürgermeister von Albstadt

### Ortsvorsteher
- 1971–1984: Hermann Schatz
- 1984–1996: Hans-Friedrich Wissmann
- 1996–1997: Peter Schopfer
- 1998–2002: Thomas Haas (kommissarisch)
- 2002–2009: Marina Flügel
- 2009–2019: Hubert Reinauer
- seit 2019: Johannes Burkhardt

### Wappen
Die Blasonierung des Wappens von Burgfelden zeigt in Schwarz und Silber (den Farben der Hohenzollern) gehalten, ein im Zinnenschnitt schräglinks geteiltes Schild, das die Burganlage symbolisiert und oben einen rüttelnden silbernen Turmfalken.
Das Wappen wurde der Gemeinde am 25. Mai 1950 verliehen.

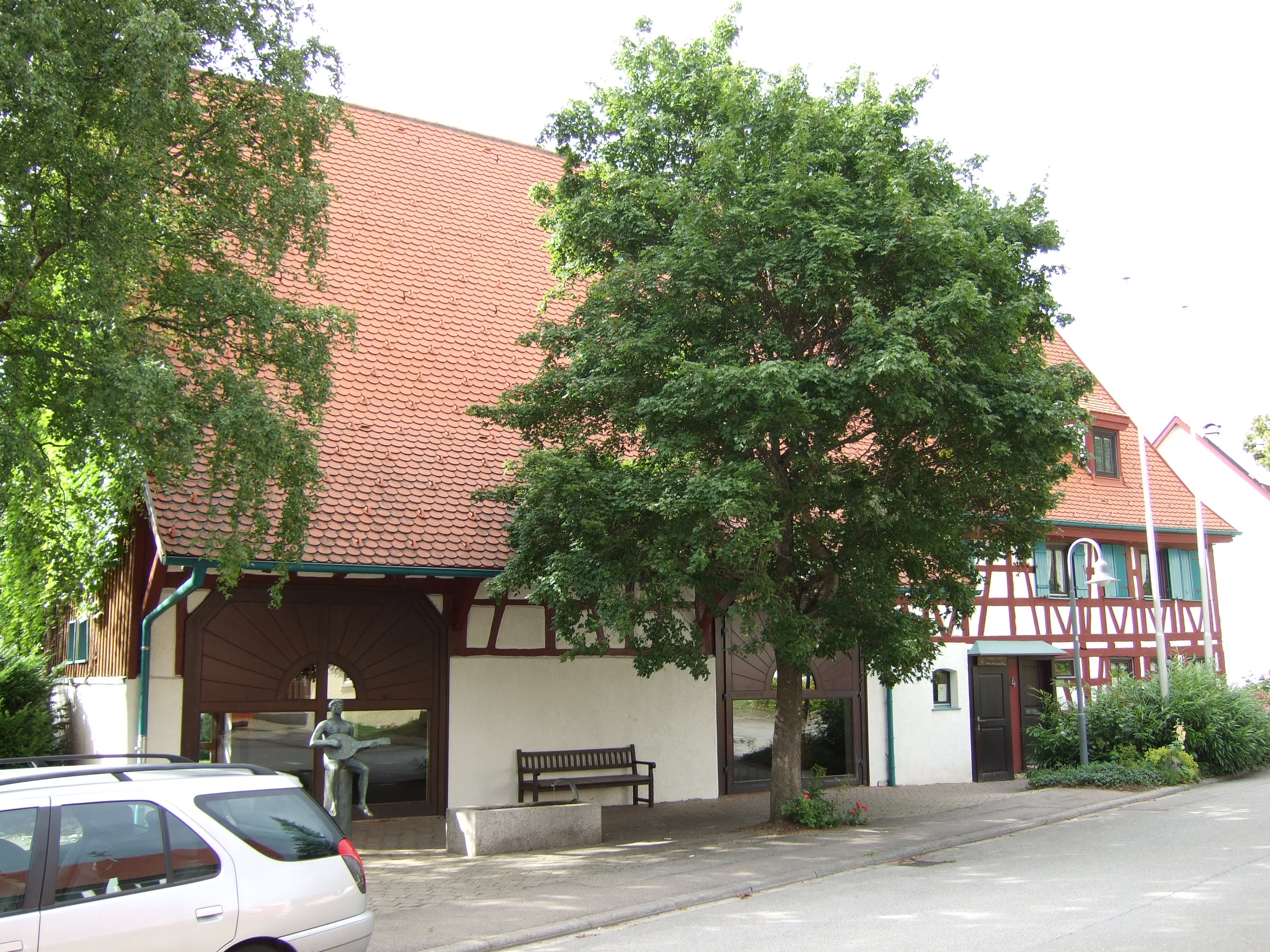
Ortsamt Burgfelden
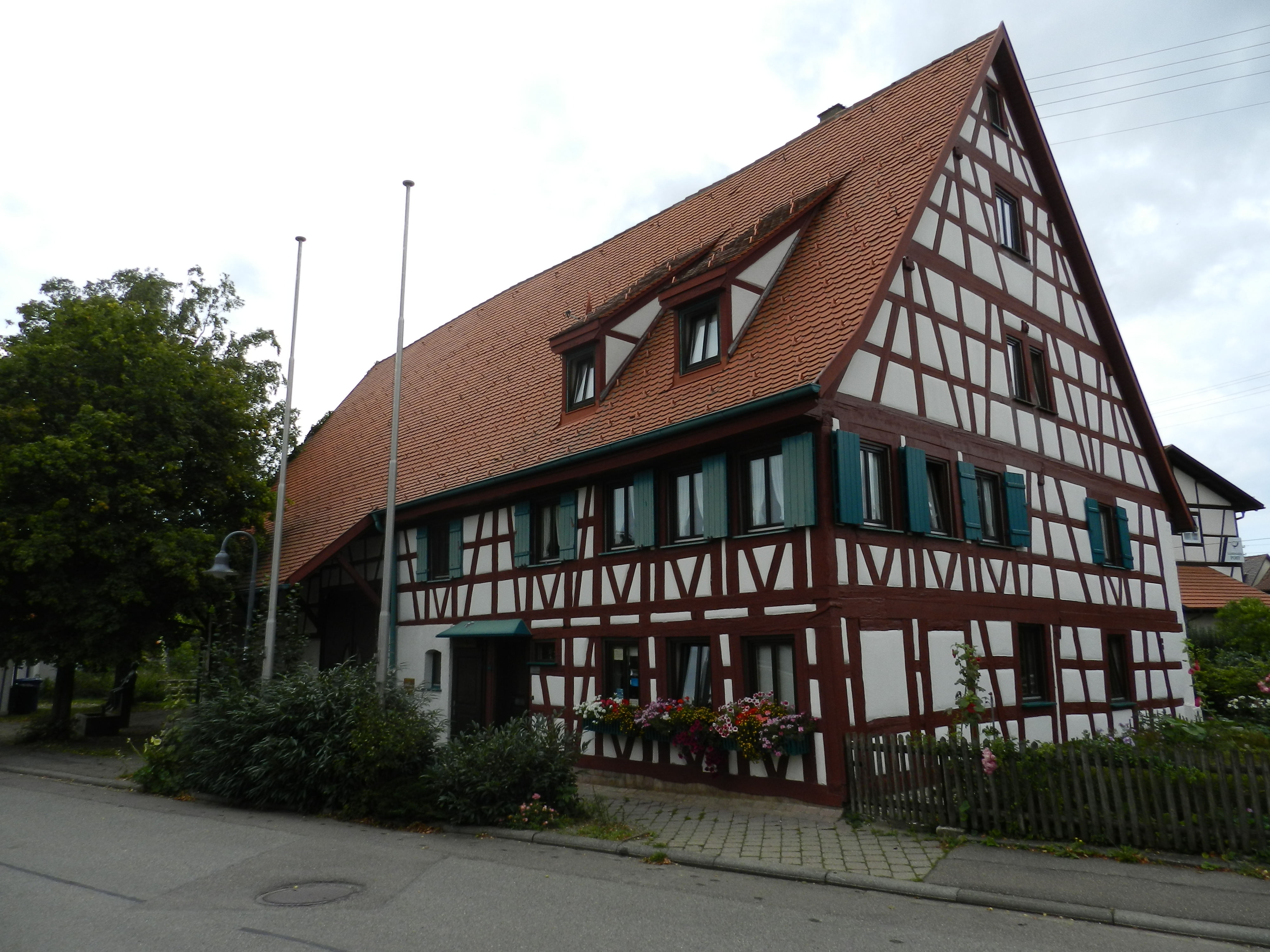
Bürgerhaus (2011)
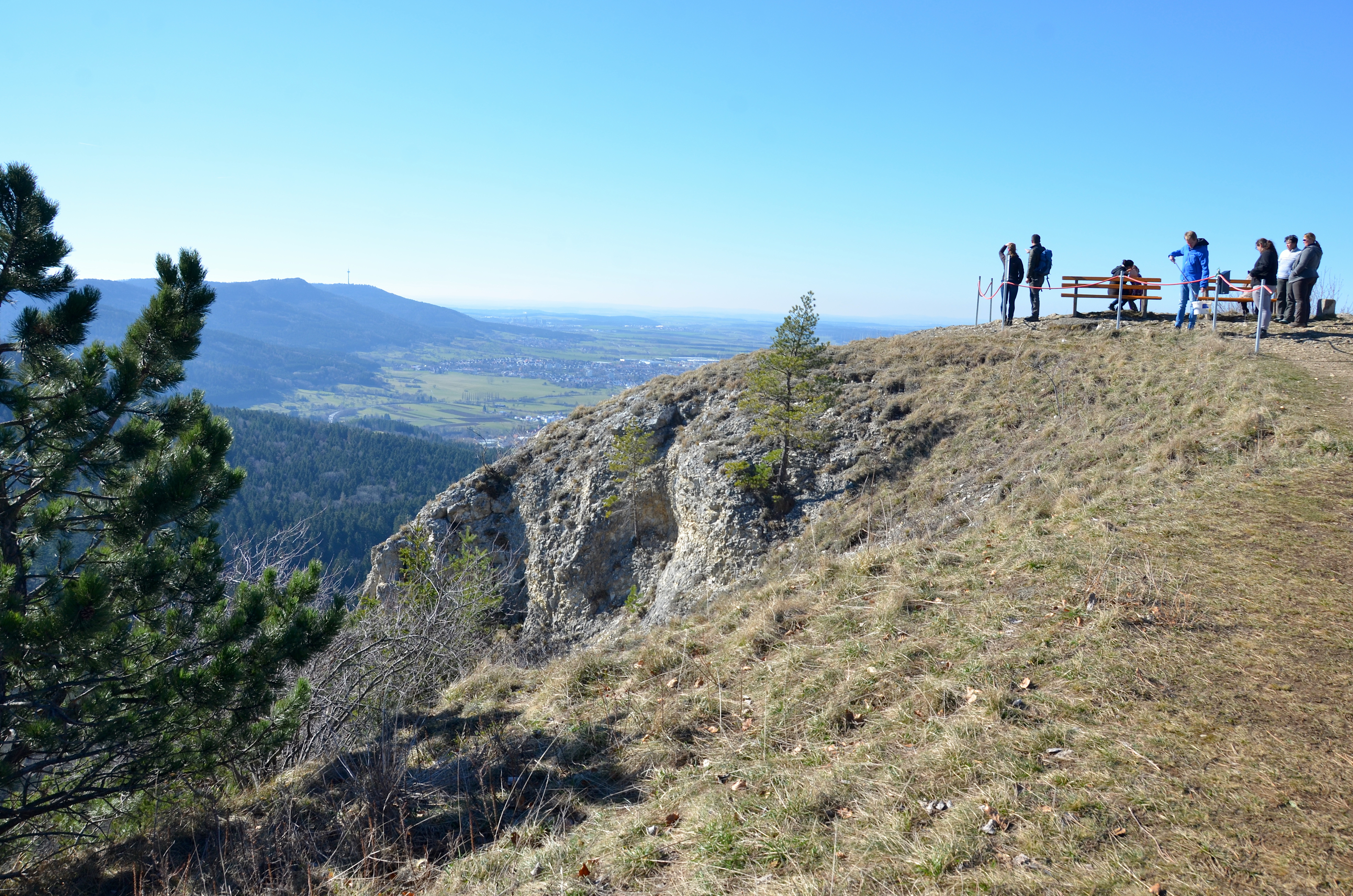
Aussichtspunkt „Böllat“
Ausblick vom Böllat